# Menhir du Perron
Le menhir du Perron est un menhir situé à Passais, commune déléguée de la commune nouvelle de Passais Villages, dans le département français de l'Orne.

## Historique
L'édifice fait l’objet d’un classement au titre des monuments historiques depuis le 15 juin 1926.

## Description
Le menhir est constitué d'un bloc en diorite de 3 m de hauteur.